# Bae Chan-mi
Bae Chan-mi (* 24. März 1991) ist eine südkoreanische Leichtathletin, die sowohl im Weit- als auch im Dreisprung antritt.

## Sportliche Laufbahn
Erste internationale Erfahrungen sammelte Bae Chan-mi bei den Ostasienspielen 2009 in Hongkong, bei denen sie mit 5,70 m Rang fünf im Weitsprung belegte. 2010 nahm sie an den Juniorenweltmeisterschaften im kanadischen Moncton teil und schied dort mit 12,45 m in der Dreisprungqualifikation aus. Vier Jahre später nahm sie erstmals an den  Asienspielen im heimischen Incheon teil, belegte dort mit 6,34 m den fünften Platz und wurde im Dreisprung mit 12,81 m Zwölfte. 2015 erfolgte die Teilnahme an den Asienmeisterschaften in Wuhan, bei denen sie im Dreisprung mit 12,76 m Rang sechs belegte und im Weitsprung auf Platz zehn sprang. Daraufhin nahm sie an der Sommer-Universiade in Gwangju teil, schied im Weitsprung in der Qualifikation aus und wurde im Dreisprung mit 12,65 m Zwölfte. 2018 nahm sie erneut an den Asienspielen in der indonesischen Hauptstadt Jakarta teil und beendete dort den Dreisprung mit 12,68 m auf dem siebten Platz.
2019 wurde sie bei den Asienmeisterschaften in Doha mit 13,07 m Siebte.
2012, 2013, 2015 sowie 2016 und 2018 wurde Bae südkoreanische Meisterin im Dreisprung und 2012 auch im Weitsprung.

## Persönliche Bestleistungen
- Weitsprung: 6,36 m (+2,0 m/s), 19. Juni 2013 in Goseong
- Dreisprung: 13,65 m (+0,1 m/s), 6. Mai 2014 in Kimchun